# オリスターノ県

オリスターノ県
Provincia di Oristano

オリスターノ県（オリスターノけん、イタリア語: Provincia di Oristano）は、イタリア共和国サルデーニャ自治州に属する県の一つ。県都はオリスターノ。

## 名称
標準イタリア語以外の言語では以下の名称を持つ。
- サルデーニャ語: Provìntzia de Aristanis

## 地理

### 位置・広がり
サルデーニャ島の西部に位置する。西は地中海（サルデーニャ海）に面する。
県都オリスターノは、県域西部の沿岸部に位置し、ヌーオロから南西へ約78km、州都カリャリから北北西へ約89km、サッサリから南へ約91kmの距離にある。
隣接する県は以下の通り。
- サッサリ県 - 北
- ヌーオロ県 - 東
- メディオ・カンピダーノ県 - 南

### 主要な都市

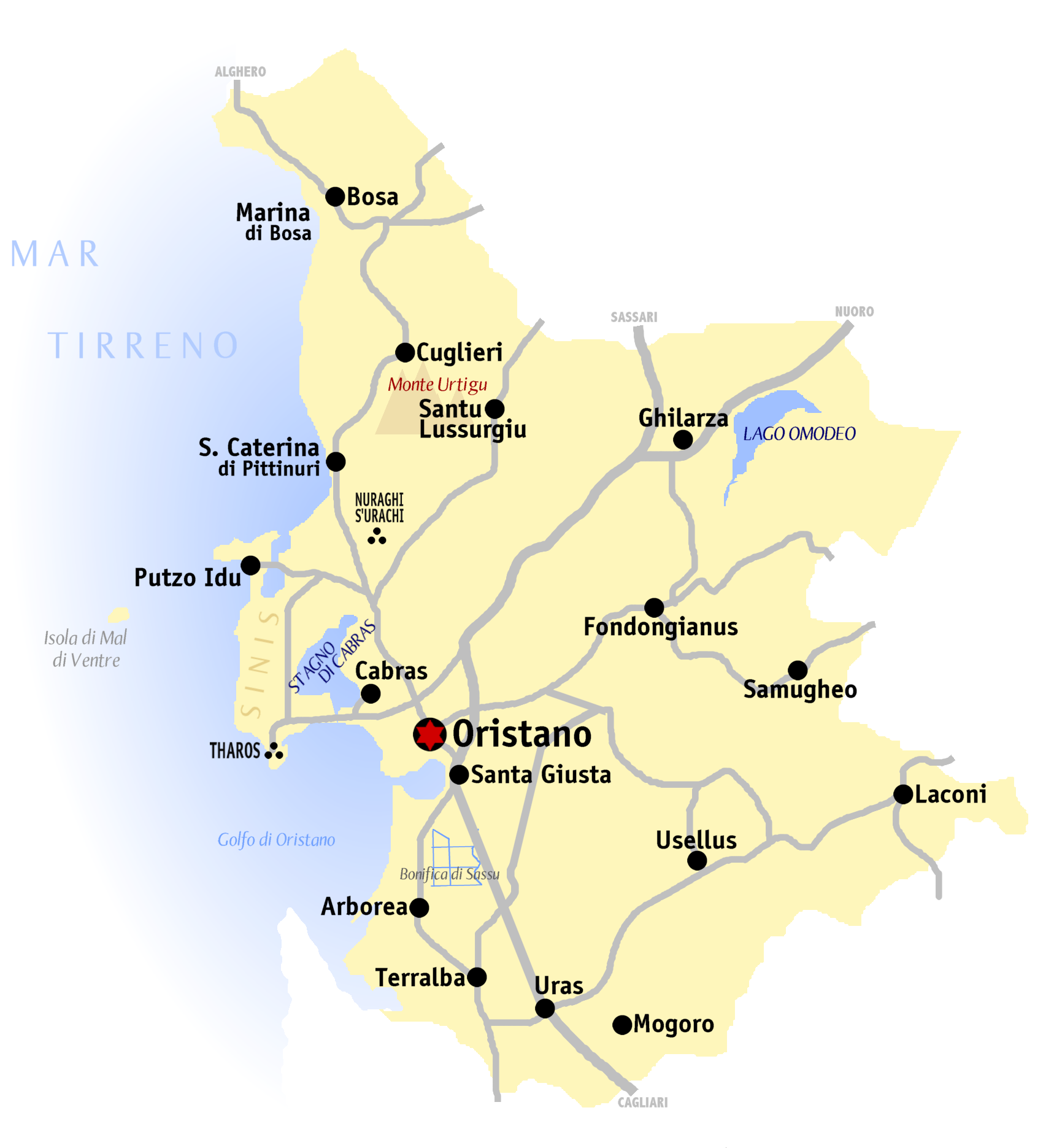
オリスターノ県概略図

県域は歴史的に「アルボーレア」と呼ばれてきた地方にあたり、中世のアルボレア王国 (Giudicato of Arborea) の範囲とおおむね重なる。アルボレア王国の首都があったオリスターノは中世以来の古都であり、サルデーニャ西部の中心都市であった。
- Monte arci からのオリスターノ湾の眺め
- オリスターノ
- カブラス

## 行政区画
オリスターノ県には、88のコムーネが属する。主要なコムーネ（上位10位）は下表の通り。左端の数字はISTATコードを示す。人口は2011年1月1日現在。
| コード | 自治体名         | 人口   |
| ------ | ---------------- | ------ |
| 095038 | オリスターノ     | 31,098 |
| 095065 | テッラルバ       | 10,430 |
| 095018 | カブラス         | 9,036  |
| 095079 | ボーザ           | 8,016  |
| 095025 | マッルービウ     | 4,909  |
| 095047 | サンタ・ジュスタ | 4,810  |
| 095021 | ギラルツァ       | 4,612  |
| 095029 | モーゴロ         | 4,357  |
| 095006 | アルボレーア     | 4,039  |
| 095045 | サムゲーオ       | 3,176  |

## 交通
サルデーニャ島南部にある州都カリャリと、北西部にある第二の都市サッサリの中間にあたり、島を縦断する交通幹線がオリスターノを通過する。

### 道路
- SS131  (it:Strada statale 131 Carlo Felice)

### 鉄道
- カリャリ＝ゴルフォ・アランチ線 (it:Ferrovia Cagliari-Golfo Aranci)

### 空港
国内空港が一つある。
- オリスターノ＝フェノス空港 (Oristano-Fenosu Airport)

## 人物

### 著名な出身者
- アントニオ・グラムシ - マルクス主義思想家。アーレス出身。